# Ext3
Third extended filesystem (ext3) ali Tretja verzija razširjenega datotečnega sistema spada med dnevniške datotečne sisteme in se ga uporablja v Linux distribucijah, kot so na primer Red Hat Linux, Fedora, Debian in Ubuntu. Kljub svojim odličnim zmogljivostim ni tako atraktiven kot večina njegovih konkurentov, kot sta na primer RaiserFS in XFS ima pa veliko prednost, da se lahko iz ext2 razširi brez izdelave varnostnih kopij in obnavljanj podatkov. 
Od predhodnika se razlikuje po treh stvareh:
- Pisanje dnevnika,
- Mrežno spreminjanje velikosti datotečnega sistema,
- Hashed tree ali H-tree indeksiranje map.

Brez teh treh razširitev je vsak ext3 ubistvu ext2, kar omogoča dobro kompatibilnost med tema dvema datotečnima sistemoma.
Ext3 pozna tri stopnje pisanja dnevnikov(Journals):
- Journaling: Tako podatki, kot njihovi opisi, se shranijo v dnevnik in šele nato v glavni datotečni sistem (Najbolj varno, najpočasnejše).
- Writeback: Opisi podatki se shranijo sprva v dnevnik, medtem, ko se podatki shranijo direktno v glavni datotečni sistem (Hitrejše, lahko povzroči nered(npr. po sesutju sistema)).
- Ordered je isto kot Writeback, le da prisili, da se prvo zapišejo podatki in šele njihovi opisi (Najboljše razmerje med hitrostjo in varnostjo).